# Powstanie moskiewskie (1771)

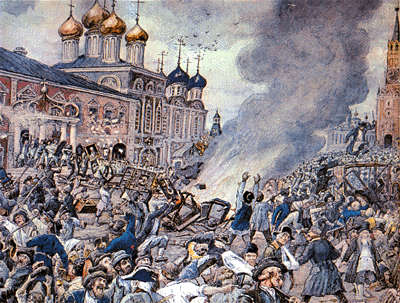
Bunt Plagowy

Powstanie Moskiewskie z 1771 zwane też Buntem Plagowym (ros. Чумной бунт) to nazwa zamieszek, które miały miejsce od 15 do 17 września w Moskwie. Ich powodem był wybuch epidemii dżumy dymieniczej.

## Przebieg
Pierwsze objawy zarazy pojawiły się w Moskwie pod koniec 1770, a epidemia wybuchła wiosną 1771 roku. Podjęte przez władze działania mające zapobiec rozprzestrzenianiu się epidemii, takie jak przymusowa kwarantanna, niszczenie mienia zarażonych bez odszkodowania, czy zamknięcie łaźni publicznych, doprowadziły do wybuchu niezadowolenia wśród ludności miasta. W połączeniu ze strachem przez dżumą i kryzysem ekonomicznym (z powodu zarazy zamknięto manufaktury, sklepy i budynki administracji), którego efektem był głód, doszło do wystąpień mieszkańców Moskwy.
Pierwsze wystąpienia przeciwko działaniom władz miały miejsce 29 sierpnia i 1 września w części dzielnicy Lefortowo. Na początku września zamieszki zaczęły się rozprzestrzeniać i przybierać na sile. Bezpośrednią przyczyną buntu był zakaz wydany przez władze kościelne, które zabroniły wiernym gromadzić się w świątyni, w której wystawiona była ikona Matki Boskiej, uchodząca za cudowną. 15 września tłum mieszkańców Moskwy zebrał się i uderzył na Kreml, chcąc wymierzyć sprawiedliwość arcybiskupowi, który wydał zakaz gromadzenia się pod obrazem Matki Boskiej. Tłum rozbroił strażników i wdarł się na Kreml, niszcząc rezydencję arcybiskupa wraz z piwnicami. Arcybiskupowi moskiewskiemu Ambrożemu udało się jednak uciec.
Dzień później 16 września rozruchy przybrały na sile. Zdobyto Monastyr Doński, w którym schronił się arcybiskup, a jego samego zabito. Następnie zniszczono dwie strefy kwarantanny. Po południu tłum ponownie zebrał się pod Kremlem, który tym razem obstawiony był przez liczne oddziały wojskowe. Lud domagał się kapitulacji od generała pułkownika Piotra Jeropkina, dowodzącego wojskiem. Ten odmówił, a kiedy tylko rebelianci podjęli próbę wdarcia się na Kreml, wojsko otworzyło ogień raniąc i zabijając atakujących.
Rankiem 17 września około 1000 osób pojawiło się pod Kremlem, żądając wydania pojmanych wczoraj buntowników i zlikwidowania kwarantanny. Wojsko po raz kolejny rozproszyło zebrany tłum. Później dokonano wielu aresztowań. Był to w zasadzie koniec buntu. 26 września specjalna komisja rządowa przybyła do Moskwy, aby przywrócić tu porządek. Zniesiono utrudniające życie przepisy i wycofano się z pomysłu konfiskat i niszczenia mienia chorych. Zwiększono również dostawy żywności do miasta i zorganizowano roboty publiczne. 300 osób, które uznano odpowiedzialnymi za bunt, postawiono przed sądem. Zapadły cztery wyroki śmierci, innych natomiast skazano na kary więzienia. Zaraza, która zebrała straszne żniwo, zaczęła zanikać.